# Замок Блюменег
Замок Блюменег (нем. Burgruine Blumenegg) — руины средневекового замка в австрийской коммуне Тюрингерберг (федеральная земля Форарльберг), построенного в 1258 году недалеко от реки Лютц. Замок являлся центром графства Блюменег и находился во владении тюбингенских графов фон Монфорт. В 1288 году замок был разрушен войсками епископа Кура Фридриха. В 1404—1405 годах, во время Аппенцелльских войн, замок вновь был разрушен, но был восстановлен после 1408 года. После реконструкции XVII века замок был разрушен двумя пожарами, в 1650 и 1774 годах, и окончательно превратился в руины. В 1842 году руины были выкуплены семьёй Моосбруггеров: в XXI веке они по-прежнему находятся в частной собственности.

## История
Замок Блюменег был построен как замок на отроге в середине XIII века, недалеко от реки Лютц. Он являлся центром одноимённого графства, созданного графами Монфорт в 1258 году. Замок впервые упоминается в документах за 1265 год. В 1288 году замок был разрушен войсками епископа Кура Фридриха Монфорта(1264—1290). В 1404—1405 годах, во время Аппенцелльских войн, замок вновь был дважды захвачен и разрушен, но был восстановлен после 1408 года: в 1416 году он стал собственностью барона из швейцарского (бернского) рода фон Брандис.
В 1510 году территории и замок Блюменег приобрели швабские графы фон Зульц. В 1613 году аббаты из бенедиктинского монастыря Вайнгартен в Вюртемберге приобрели замок. Они перенесли в него свои сокровища и сами перебрались сюда в период успехов шведской армии во время Тридцатилетней войны. В значительной степени перестроенный замок был разрушен пожаром в 1650 году. Он окончательно превратился в руины после еще одного пожара, произошедшего в 1774 году. Остатки крепости, часовни, круговой стены вокруг двора и ряда хозяйственных построек были выкуплены семьёй Моосбруггеров в 1842 году: в XXI веке они по-прежнему находятся в частной собственности.